# Santa Apolónia (Metro de Lisboa)
Santa Apolónia es una estación de la línea Azul del metro de Lisboa, Portugal, inaugurada el 19 de diciembre de 2007.
Está ubicada en Avenida Infante Dom Henrique, de la freguesía São Vicente, en inmediaciones de la estación ferroviaria de Santa Apolónia y la terminal de cruceros, lo que posibilita hacer conexiones con trenes, cruceros y autobuses urbanos.
Fue diseñada por el arquitecto Leopoldo Almeida Rosa con intervenciones artísticas de José Santa-Bárbara. Se encuentra equipada para poder atender a pasajeros con movilidad reducida y dispone de ascensores y escaleras mecánicas.
La estación funciona todos los días de 6:30 a 1:00 y dispone de escaleras mecánicas y elevador.

## Historia
Las obras de construcción de la estación (con la ampliación de un tramo de 2.025 metros desde Baixa-Chiado y la construcción de otra estación intermedia, Terreiro do Paço) se anunciaron en 1993, con un costo de 165 millones de euros y previsión de entrega en 1997. Pero las obras se demoraron y la inestabilidad del suelo provocó un deslizamiento de tierra en julio de 2000 con el derrumbe de la bóveda y grietas en las paredes, por lo que se resolvió inundar el túnel para evitar que colapse.
Los trabajos se reiniciaron después de un estudio de la empresa holandesa Tunnel Engineering Consultants (TEC), y en 2003 se vació el túnel y se hizo uno nuevo. Finalmente la extensión de la línea Azul con las dos nuevas estaciones se inauguró el 19 de diciembre de 2007, con un costo final de 299,5 millones de euros.